# Strategia d'impresa
La strategia d'impresa (o strategia aziendale) si riferisce al processo attraverso il quale la gestione aziendale pianifica scelte di tipo commerciale, operativo o finanziario, tenendo conto sia dell’ambiente di riferimento sia delle risorse a disposizione, per il raggiungimento degli obiettivi stabiliti. Secondo Johnson and Scholes per strategia aziendale si intende "la direzione e l'obiettivo di una organizzazione a lungo termine che permette di raggiungere un certo tipo di vantaggio per l'organizzazione attraverso la configurazione delle risorse nell'ecosistema di riferimento al fine di soddisfare le esigenze dei mercati e per soddisfare le aspettative dell'azionista".

## Storia
Il concetto di strategia aziendale viene preso in prestito dalla strategia militare. L'arte della guerra di Sun Tzu è notoriamente riconosciuto come il primo documento storico a far riferimento al pensiero strategico.

## Descrizione

### Scuole di Pensiero
Negli anni 1990 il professor Henry Mintzberg ha proposto una classificazione dei diversi approcci al processo strategico:
1. Approccio Design
2. Approccio Pianificazione
3. Approccio del Posizionamento
4. Approccio Imprenditoriale
5. Approccio Cognitivo
6. Approccio Educativo
7. Approccio del Potere
8. Approccio Culturale
9. Approccio Ambientale
10. Approccio Configurativo

### Principali concetti
L'applicazione del processo strategico inteso come precisa scelta aziendale attraverso la quale raggiungere un vantaggio competitivo, si può applicare, a cascata, a diverse aree della gestione aziendale (per esempio: strategia commerciale, strategia digitale, strategia operativa).
Tradizionalmente il processo strategico viene suddiviso in tre fasi principali.
La prima consiste nell'analisi strategica, durante la quale viene osservata e studiata la situazione aziendale sia da una prospettiva interna che esterna, al fine di individuare punti di forza e debolezza. Tipici strumenti di questa fase sono l'applicazione dell'analisi SWOT e del Modello delle Cinque Forze competitive di Porter.
La seconda fase riguarda la formulazione strategica. A livello aziendale, l'obiettivo è quello di creare i presupposti per la creazione del vantaggio competitivo, scegliendo a tal scopo politiche di mercato volte alla supremazia nei costi, alla diversificazione, o al focus "di nicchia". A livello societario, vengono effettuate considerazioni riguardo alla diversificazione della gestione del portafoglio e alle conseguenti azioni di espansione o riduzione, quali fusioni e acquisizioni, joint venture, alleanze strategiche o sviluppo interno.
La terza fase è costituita dall'effettiva attuazione della strategia. Si tratta dell'implementazione delle politiche analizzate e formulate nelle due fasi precedenti tramite l'impostazione di una direzione stabilita, la strutturazione dell'azienda e la diffusione della cultura d'azienda. Presupposti necessari per tale fase sono la presenza di una leadership efficace, l'apertura all'innovazione, la chiarezza nell'organizzazione.
Si tratta di una disciplina che sta subendo una veloce evoluzione. Oggi si trova a metà di un guado che la sta portando da un approccio razionalista ad un nuovo approccio "autopoietico" suggerito dai modelli e dalle metafore della complessità.
L'approccio razionalista parte da una visione specifica del rapporto tra impresa e ambiente: l'ambiente ha un suo processo di evoluzione autonomo e l'impresa deve adeguarsi, inserirsi in questo processo. L'ambiente è sostanzialmente un ambiente economico. Il processo di progettazione è di tipo top-down e in-out, e viene realizzato da specialisti che utilizzano linguaggi "digitali". Non porta mai a grandi cambiamenti di identità, ma solo alla specificazione di obiettivi quantitativi relativamente alla identità data. Il piano che ne consegue è solitamente espresso in termini patrimoniali, economici e finanziari. La sfida fondamentale che cerca di affrontare è la sfida della competizione. Il valore di cui si occupa è sostanzialmente patrimoniale, economico e finanziario.
In sintesi, con questo approccio al fare strategia, si tende a conservare l'attuale sistema economico. Si tratta di un approccio che appare particolarmente astratto e non è mai stato utilizzato da imprenditori di grande successo.
L'approccio "autopoietico" è quasi all'opposto. Vede l'ambiente come un universo di potenzialità che l'impresa e la sua rete di alleanze e partnership può far convogliare nella direzione voluta. Detto diversamente, non è l'impresa che si adegua all'ambiente, ma è l'impresa che crea l'ambiente. L'ambiente non è principalmente economico, ma anche sociale, politico, istituzionale, culturale e mediatico. Il processo di progettazione è tipo bottom-up e out-in. Più precisamente, è un processo di creazione sociale che coinvolge stakeholder (portatori d'interessi nei confronti dell'impresa) sia interni che esterni. Vengono utilizzati linguaggi analogici ed il piano è, invece che un prodotto ingegneristico, una sorta di "opera d'arte". La sfida fondamentale che cerca di affrontare è di tipo imprenditoriale: la creazione di un nuovo sistema economico. Il valore di cui si parla non è solo patrimoniale, economico e finanziario, ma è anche sociale, politico, istituzionale, culturale.
Si tratta di un approccio che appare molto simile, anche se ancora più potente, rispetto all'approccio utilizzato da imprenditori di successo.

### Società di consulenza strategica in Italia
- Mckinsey & Company
- The Boston Consulting Group
- Bain & Company
- A. T. Kearney
- Olywer Wyman